# 휘터커땃쥐
휘터커땃쥐(Crocidura whitakeri)는 땃쥐과에 속하는 포유류의 일종이다. 알제리와 모로코, 튀니지에서 발견된다. 자연 서식지는 아열대 또는 열대 기후 지역의 건조한 관목 지대, 바위 해안, 모래 해안이다.